# 天獅子悅也
天獅子悅也（日語：天獅子 悦也，11月15日—），日本漫畫家。出身於神奈川縣橫須賀市。A型血。星座天蠍座。

## 人物簡介
1984年以《星星公主》在漫畫界正式出道，1999年的是他目前在竹書房《近代麻雀》的連載作品。
大學4年級出道之前，於夏天求職期間，將其原稿投稿至出版社。由於這是一個新人獎，當時沒有找到工作，只畫了漫畫。因此在翌年1月（大4的冬天）首次亮相。

## 作品概覽
部分作品日文直譯。青文出版社代理中文版用粗體字表示，東立出版社代理用粗斜體字表示。
- 川俣老師的教育日誌（1986年－1987年發行，小學館，全5冊）
- MAOH（負責作畫，原作：萩島佐佑，1993年發行，小學館，全4冊）
- 龍虎之拳系列（新聲社（日语：新声社）《GAMEST（日语：ゲーメスト）》連載）
  - 龍虎之拳（故事協力：石井禪師，1994年發行，全1冊[注 1]）
  - 龍虎之拳2（故事協力：石井禪師，1995年發行，全2冊）
  - 龍虎之拳外傳（1997年發行，全1冊）
- 餓狼傳說系列（新聲社《GAMEST》連載）
  - 基斯·哈瓦德外傳（1996年發行，全1冊）
  - 餓狼傳說之黑暗基斯（1997年發行，全1冊）
- （竹書房《近代麻雀（日语：近代麻雀）》，1999年－連載中，已發行61冊／2024年2月）

## 腳註